# 최사위
최사위(崔士威, 961년~1041년 4월 27일(음력 3월 24일))는 고려 전기의 문신이다. 본관은 수원이다.

## 생애
증조 최서천(崔徐遷)은 호장(戶長), 조부 최한용(崔韓用)은 검교공부시랑(檢校工部侍郞), 아버지 최융예(崔融藝)는 대위(大尉)를 지냈다.
처음에 목종을 섬겨, 벼슬을 여러 번 옮기고 형부상서(刑部尙書)가 되었다.
1009년(목종 12) 김치양(金致陽)이 난을 일으켜 목종을 폐위시키려 하자, 대정문별감(大定門別監)에 임명되어 궁문을 폐쇄하고 국왕을 호위하였다.
1010년(현종 1), 통군사(統軍使)로서 군사 30만을 거느리고 통주(通州)에 주둔하여 거란의 침입에 대비했고, 거란이 침입하자 강조(康兆) 등과 함께 거란군의 공격을 막았으나 패배하였다.
다음 해에 참지정사(參知政事)로 승진했으며, 서북면행영도통사(西北面行營都統使)와 서경유수(西京留守)를 거친 다음 이부상서(吏部尙書)로 옮겼는데,
후에 장연우(張延祐), 황보유의(皇甫兪義)와 함께 동경유수(東京留守)를 없애고, 경주방어사(慶州防禦使)를 둘 것과 12주(州)의 절도사를 5도호(都護)·75도 안무사(安撫使)로 대체할 것을 건의했고, 그대로 실행되었다.
1012년(현종 3), 내사시랑평장사(內史侍郞平章事), 1014년(현종 5) 문하시랑평장사(門下侍郞平章事)에 임명되었고,
1019년(현종 10), 추충좌리동덕공신호(推忠佐理同德功臣號)를 받았으며, 청하현개국남(淸河縣開國男)에 봉해져 식읍 300호(戶)를 받았다.
1020년(현종 11)에는 왕명으로 지중추사(知中樞事) 강민첨(姜民瞻)과 함께 당시 다섯 살인 현종의 아들 왕흠(王欽, 훗날 덕종으로 즉위)을 개부의동삼사 검교태사 수사도(開府儀同三司 檢校太師 守司徒) 겸 내사령 상주국 숭인광효보운공신(內史令 上柱國 崇仁廣孝輔運功臣)으로 책립하고 연경군(延慶君)으로 봉하였다.
1021년(현종 12), 검교태사 수문하시중(檢校太師 守門下侍中)에 임명되었고, 청하백(淸河伯)으로 다시 봉해졌으며, 식읍도 700호로 올려졌는데, 같은 해에 또 광국공신(匡國功臣) 호를 받고 판상서이부사(判尙書吏部事) 벼슬을 받았다.
이듬해, 여러 주ㆍ현 장리(長吏)의 칭호가 혼잡하므로 군ㆍ현 이상은 호장(戶長)이라 부르고, 향(鄕)ㆍ부곡(部曲)ㆍ진구(津口)ㆍ정(亭)ㆍ역(驛)은 장(長)으로 통일하자고 건의하여 받아들여졌다.
1027년(현종 18) 태자태사(太子太師)로 임명되었으며, 아버지 최융예는 수사공 상주국 한남국개국남(守司空·上柱國·漢南郡開國男)의 벼슬과 식읍 300호를, 어머니 유씨(庾氏)는 국대부인(國大夫人)을 추증받았다.
1029년(현종 20) 발해(渤海)의 유민이자 거란의 동경장군(東京將軍)으로 있던 대연림(大延琳)이 반란을 일으켜 흥료국(興遼國)을 세우자, 형부상서 곽원(郭元)이 기회를 타서 압록강 동쪽의 영토를 빼앗아야 한다고 주장했는데, 최사위는 서눌(徐訥), 김맹(金猛) 등과 함께 글을 올려 반대하였으나, 곽원은 이를 고집하고 군대를 보냈다가 패배했다.
같은 해 12월, 흥료국의 태사(太師) 대연정(大延定)이 동북 여진을 이끌고 거란과 서로 싸우면서 사신을 보내 구원을 청하자, 왕이 여러 대신에게 의논하게 했는데, 최사위와 평장사(平章事) 채충순(蔡忠順)이 방비를 견고히 하면서 사태를 관망하자고 청하여 받아들여졌다.
1030년(현종 21), 노환으로 왕에게 퇴직을 청했으나, 현종이 허락하지 않고 5일마다 한번씩 조회하게 하였고, 이듬해 내사령(內史令)으로 치사했다.
1034년(덕종 1), 덕종이 즉위하자, 5일에 한번 일을 보게 하였고, 1041년(정종 7) 3월 4일 향년 81세로 죽자 태사로 추증되었다.
시호는 정숙(貞肅)이며, 1052년(문종 6), 현종의 묘정에 배향되었다.

## 가계
- 증조부 : 호장(戶長) 최서천(崔徐遷)
- 증조모 : ?
  - 조부 검교공부시랑(檢校工部侍郞) 최한용(崔韓用)
  - 조모 : ?
    - 아버지 대위(大尉) 최융예(崔融藝)
    - 어머니 : ?

## 최사위가 등장한 작품
- 《천추태후》 (KBS, 2009년, 배우: 최오식)
- 《고려 거란 전쟁》 (KBS, 2023년~2024년, 배우: 박유승)